# Blues in the Sky
Blues in the Sky è un album di Sergio Coppotelli.

## Tracce
1. Blues In The Sky
2. Remembering Bird
3. Blues For Sigla (Electric Version)
4. Swinging March
5. Sweet Love Song
6. Misty Love
7. My Crazy Love
8. Blues For Sigla (Acoustic Version)
9. My Old Swing Blues

## I musicisti
- Sergio Coppotelli: chitarra
- Alessandro Bonanno: piano
- Pino Sallustii: contrabbasso
- Carlo Bordini: batteria
- Gianni Di Renzo: batteria